# Bupleurum baldense
Bupleurum baldense es una especie de planta herbácea de la familia de las apiáceas.

## Descripción
Se trata de una pequeña umbelífera que vive en los prados de plantas anuales, entre los arbustos de las garrigas. Tiene hojas en forma de punta de espada, de color verde glauco y completamente enteras, como es característico en este género. Lo diferenciaremos de Bupleurum semicompositum, que vive en los mismos hábitats, porque tiene las brácteas anchas y más largas que las flores, al contrario que esta especie que las tiene lineales y más cortas. Florece en la primavera. 

## Hábitat
Se encuentra en prados terofíticos. En garrigas y zonas de montaña. 

## Distribución
Se distribuye por la región del Mediterráneo occidental. En España se encuentra en Alicante, Barcelona, Castellón. Gerona, Islas Baleares, Lérida, Tarragona y Valencia. 

## Taxonomía
Bupleurum baldense fue descrita por Antonio Turra y publicado en Giorn. Ital. i. (1765) 120.
Citología
Número de cromosomas de Bupleurum baldense  (Fam. Umbelliferae) y táxones infraespecíficos = Bupleurum aristatum Bartl.
 2n=16.
Etimología
Bupleurum: nombre genérico que deriva de dos palabras griegas bous y pleurón, que significa "buey" y "costa". Probable referencia a las ranuras longitudinales de las hojas de algunas especies del género. Este nombre fue usado por primera vez por Hipócrates y, de nuevo, en tiempos relativamente modernos, por Tournefort y Linneo.
Sinonimia
- Bupleurum aristatum  auct.
- Bupleurum divaricatum var. opacum (Ces.) Briq.
- Bupleurum divaricatum auct.
- Bupleurum odontites auct.
- Bupleurum opacum (Ces.) Lange in Willk. & Lange[3]
- Bupleurum breviinvolucratum St.-Lag.
- Bupleurum heterophyllum Rochel
- Bupleurum pruinosum Ces. ex Boiss.
- Bupleurum variabile Bald.
- Buprestis exaltata Spreng.
- Isophyllum baldense Hoffm.
- Tenoria baldensis Spreng.[4]